# Rafał Mokrzycki
Rafał Mokrzycki (ur. 12 stycznia 1991 w Warszawie) – polski pianista.

## Życiorys
Urodził się w rodzinie o tradycjach muzycznych. Pierwsze lekcje fortepianu pobierał u matki, naukę kontynuował następnie w Ogólnokształcącej Szkole Muzycznej II st. im. Zenonona Brzewskiego w klasie Elżbiety Karaś-Krasztel. W roku 2015 ukończył studia na Uniwersytecie Muzycznym Fryderyka Chopina w klasie Jerzego Sterczyńskiego, a w roku 2017 studia podyplomowe na Universität für Musik und darstellende Kunst w Wiedniu w klasie Avedisa Kouyoumdjiana.
Artysta prowadzi działalność koncertową zarówno jako solista, jak i kameralista. Występował w Filharmonii Narodowej w Warszawie w Narodowym Forum Muzyki we Wrocławiu, Filharmonii Koszalińskiej, Filharmonii Opolskiej i Filharmonii Lwowskiej. Jest zapraszany do udziału w licznych festiwalach, m.in. Festiwalu im. I.J. Paderewskiego w Warszawie, Valletta Piano Festival na Malcie, Gulangyu Music Week w Xiamen w Chinach, Międzynarodowym Festiwalu „Chopin w barwach jesieni” w Antoninie, Sacrum non Profanum w Trzęsaczu i wielu innych. Występował w Chinach, Niemczech, Austrii, Czechach, Rumunii, Turcji, na Łotwie, Ukrainie, Malcie i na Słowacji.

## Albumy
- Magical Chopin (2019)[6]
- Night Songs (2021)[7]

## Nagrody
- I nagroda na Valletta International Piano Competition (2017)[8]
- III nagroda na International Academic Music Competition (2014)
- II nagroda na Ogólnopolskim Konkursie Pianistycznym „Szymanowski In Memoriam” w Warszawie (2009)
- III nagroda na Zachodniopomorskim Konkursie Pianistycznym w Szczecinie (2009)